# Raymond Carré de Malberg
Pour les articles homonymes, voir Carré de Malberg, Carré (homonymie) et Malberg.
Raymond Carré de Malberg, né le 1er novembre 1861 à Strasbourg et mort le 21 mars 1935 dans la même ville, est un juriste positiviste et constitutionnaliste français. 
Il est considéré comme l'un des fondateurs du droit public administratif français avec Maurice Hauriou, Louis Rolland et Léon Duguit. 
Il est le promoteur de la thèse selon laquelle le droit ne peut émaner que de l'État, qui dispose de la souveraineté absolue mais choisit de s'auto-limiter par le biais de l'adoption d'une Constitution.

## Biographie
Louis, Antoine, Julien, Raymond Carré naît le 1er novembre 1861 à 10 h du soir, au no 4 du quai de Paris, sur la Grande Île de Strasbourg,. Il est le fils de Louis-Auguste Carré et de son épouse, Marie-Geneviève née Thomas,,. Il est l'aîné des quatre enfants du couple. Son frère, Félix Carré de Malberg (1866-1949), licencié en droit, fut avocat puis magistrat (président du Tribunal civil de Belfort puis de la Cour d'appel de Colmar), commandeur de la Légion d'honneur et membre de la Société de droit comparé. Son père né en 1828 à Sarreguemines, est commandant de chasseurs à pied, chevalier de la Légion d'honneur. Il est le neveu de Caroline Carré de Malberg.
Il passe une grande partie de son enfance à Strasbourg. En 1870, son père meurt devant Metz lors de la guerre franco-allemande. Raymond est élève au collège d'Arcueil puis au collège Stanislas à Paris.
Par décret du 23 juin 1875, Raymond Carré obtient de s'appeler Carré de Malberg.
Le 15 décembre 1887, il soutient sa thèse sur l'histoire de l'exception en droit romain et dans l'ancienne procédure française. Il exerce la profession d'avocat à Paris. Le 13 mai 1890, il est major du concours d'agrégation de droit. Des six postes d'enseignants ouverts, il choisit celui de Caen,. Il y enseigne, comme chargé de cours, le droit international privé ainsi que, dès 1891, le droit international public. Il publie aux Pandectes ses premières notes de jurisprudence. Le 31 juillet 1894, il est affecté à la faculté de droit de Nancy. Le 25 avril 1896, il est nommé professeur par décret. Il enseigne ensuite à Strasbourg.
Il meurt le 21 mars 1935.

## Pensée: positivisme juridique étatique
D'après Carré de Malberg, le droit doit impérativement être séparé de la morale mais également du droit naturel et de la politique. Il postule que le droit émane de l'État, que l'État est souverain et que l'État est auto-limité.
L'État émane tout d'abord d'un consensus entre les individus dont la principale préoccupation est de mettre en commun leurs biens afin qu'ils soient gérés de façon commune. C'est d'abord ce besoin qui a créé l'État.
Il est à l'origine d'une étude sur la distinction entre souveraineté populaire et souveraineté nationale. Il a dénoncé le « parlementarisme absolu » sous la IIIe République. Il propose une alternative à ce parlementarisme absolu : donner plus de pouvoir au gouvernement. Ainsi, l'exécutif sera plus fort et le législatif soumis au gouvernement. Il explique que l'État est caractérisé par la puissance et qu'il est la personne juridique suprême mais qu'il n'est pas supérieur au droit.
Selon sa théorie, le positivisme juridique restreint l’objet de la science du droit aux seules normes valides posées par un acte de volonté de l’État souverain. Le positivisme ne peut appréhender comme moyen de limitation de l’État que le seul droit positif. L’État respecte le droit qu'il a lui-même posé et qu’il est seul habilité à édicter et à modifier. À cet égard, Carré de Malberg souscrit à la théorie allemande de l’auto-limitation permanente de l’État. Pour lui, il n’y a pas de droit antérieur à l’État qui viendrait en contrôler la puissance ; il ne saurait y avoir de transcendance du droit par rapport à l’État, car il n’y a de droit que celui validé par l’État.
Cette théorie de l’auto-limitation permet de concevoir l’État comme un être juridique et cela sans sacrifier son caractère souverain. En quelque sorte, l’État est à la fois puissance de domination et puissance de nature juridique. Pour réaliser cette démonstration, Carré de Malberg reprend essentiellement les analyses défendues par Georg Jellinek (juriste allemand) sur l’auto-limitation : « l’État ne peut supprimer tout ordre juridique et fonder l’anarchie, car il se détruirait lui-même ». Carré de Malberg démontre en outre que le droit positif est une contrainte qui pèse en permanence sur l’État, mais aussi que cette contrainte ne peut être que volontaire : l’État est consubstantiel au droit.

### L’État détenteur du pouvoir normatif initial
Le postulat de toute la doctrine de Carré de Malberg est le suivant : la règle de Droit est la règle créée et sanctionnée par l’État. Cette définition implique les trois principes suivants : 
- L’unité de l’ordre juridique : l’unité de l’État impliquerait sa personnalité juridique. L’État est un sujet unique de droit, une personne juridique. Toutes les autres personnes juridiques sont subordonnées à l’État et ne peuvent parvenir elles-mêmes à l’existence que dans la mesure où elles remplissent les conditions fixées par l’État. Il n’y a donc de personnalité juridique que consentie par l’État.
- Le caractère formel de la règle de Droit : Carré de Malberg explique que la règle de droit tire son caractère formel de son appartenance à un ordre juridique caractérisé par son unité. À cet égard on a pu dire que Carré de Malberg était le véritable fondateur de la construction du droit par degré, que Kelsen lui empruntera plus tard.
- La règle de droit est la règle créée mais également sanctionnée par l’État : Carré de Malberg dit : « le droit c’est la règle qui dans un État social déterminé s’impose au respect des individus à raison de la sanction dont l’ont assortie les autorités organiquement constituées pour l’exercice de la puissance publique. ». En quelque sorte, la règle de droit se distingue ainsi de la règle morale qui n’est pas sanctionnée socialement.

### L’auto-limitation formelle de l’État par la constitution (par la souveraineté nationale)
La Constitution détermine les formes ou les conditions d’exercice de la puissance publique et énumère les pouvoirs qu’elle confère aux organes de l’État. Par conséquent, la Constitution exclut implicitement tout pouvoir qui s’exercerait en dehors de ses conditions de forme. Carré de Malberg montre que tous les organes de l’État sont des pouvoirs institués et limités par la Constitution y compris l’organe de révision constitutionnelle. Ainsi aucun des organes pris séparément ne peut posséder une puissance illimitée.
La thèse positiviste de l’inexistence d’un droit antérieur à l’État va conduire Carré de Malberg à défendre l’idée que la naissance de l’État ne peut être que factuelle. Selon lui, la constitution originelle ainsi que l’État ne sont que des purs faits non susceptibles de qualification juridique. Carré de Malberg reprend cette thèse de Jellinek, toutefois, alors que les juristes allemands accompagnent cette thèse de celle de la souveraineté de l’État, Carré de Malberg se référant à la tradition française, l’accompagne lui de l’affirmation de la souveraineté nationale. Il souscrit à la définition française de l’État comme personnification juridique de la Nation souveraine. L’État est une puissance juridique liée par le droit parce qu’il personnifie la nation souveraine. Ce critère de domination de l’État n’est transposable au droit public français qu’à la condition d’être modifié et adapté au principe de la souveraineté de la nation personnifiée par l’État. Certains auteurs comme Maurice Hauriou ou Léon Duguit ne retiendront pas l’idée d’auto-limitation mais d’hétéro-limitation.

## Hommages posthumes
- L'un des deux grands amphithéâtres de la Faculté de droit, sciences politiques et de gestion de l'université de Strasbourg porte le nom de Carré-de-Malberg.
- L'un des amphithéâtres de la Faculté de droit et de sciences politiques de l'université de Picardie Jules Verne est également nommé Carré-de-Malberg

## Publications

### Ouvrages
- Raymond Carré de Malberg (préf. Georges Burdeau), La Loi, expression de la volonté générale, Paris, Economica, coll. « Classiques », 1984, 228 p. (ISBN 2-7178-0811-6)
- Raymond Carré de Malberg, Contribution à la théorie générale de l'État, Paris, CNRS Éditions, 1920, 1530 p. (ISBN 978-2-222-00579-7, présentation en ligne)

- Raymond Carré de Malberg (préf. Éric Maulin), Confrontation de la théorie de la formation du droit par degrés avec les idées et les institutions consacrées par le droit positif français relativement à sa formation, Paris, Dalloz, coll. « Bibliothèque Dalloz », 2007, 214 p. (ISBN 978-2-247-07302-3, lire en ligne)

### Articles
- « La condition juridique de l'Alsace-Lorraine dans l'Empire allemand », RDP,‎ 1914, p. 5-47 (lire en ligne).
- « Du fondement du droit à la réparation intégrale pour les victimes des dommages de guerre », ?,‎ ?
- « Y a-t-il lieu de réviser les lois constitutionnelles ? », L'Alsace française,‎ 6 octobre 1923, p. 912-917 Repris dans : Revue française d'histoire des idées politiques, no 4, 1996, p. 369-378.
- « La question du caractère étatique des pays allemands et l'article 76 de la Constitution de Weimar », Bulletin de la société de législation comparée,‎ 1924, p. 285-325 (lire en ligne).
- « La question de la délégation de puissance législative et les rapports entre la loi et l'ordonnance selon la Constitution de Weimar », Bulletin de la société de législation comparée,‎ 1925, p. 321-347 (lire en ligne) et p. 398-425 (lire en ligne).
- « La constitutionnalité des lois et la Constitution de 1875 », Revue politique et parlementaire,‎ 1927, p. 339-354 (lire en ligne).
- « Observations sur le fondement juridique de la force obligatoire de la loi », Revista de drept public,‎ 1927, p. 4-43.
- « La distinction des lois matérielles et formelles et le concept de loi dans la Constitution de Weimar », Bulletin de la société de législation comparée,‎ 1928, p. 597-619.
- « La distinction des lois matérielles et formelles et le concept de loi dans la Constitution de Weimar », Bulletin de la société de législation comparée,‎ 1929, p. 155-173.
- « La sanction juridictionnelle des principes constitutionnels », Annuaire de l'Institut international de droit public,‎ 1929, p. 144-161.
- « Considérations théoriques sur la question de la combinaison du référendum avec le parlementarisme », Revue du Droit public et de la Science politique en France et à l'Étranger,‎ avril-mai-juin 1931, p. 225-244 (lire en ligne).
- « Réflexions très simples sur l'objet de la science juridique », dans Recueil d'études sur les sources du droit en l'honneur de F. Gény, Paris, Librairie du Recueil Sirey, 1935, p. 192-203.
- « L'État agit par voie législative, administrative et juridictionnelle », dans Encyclopédie française, t. X, 1935, p. 10.30.5-10.30.10.